# Disney Channel (Giappone)
Disney Channel è un canale televisivo giapponese nato il 18 novembre 2003 ed editato da The Walt Disney Company (Japan) Ltd., versione locale dell'omonima rete statunitense.

## Storia
Il lancio dell'emittente in Giappone avviene il 18 novembre del 2003 in seguito all'annuncio da parte di The Walt Disney Company, avvenuto il 24 marzo dello stesso anno.

## Film
Disney Channel trasmette i film alle 20:00 il venerdì, il sabato e la domenica, alle 22:00 dal lunedì al giovedì e alle 14:00 nei fine settimana, orari in ora locale.

## Palinsesto

### In onda
Aggiornato ad aprile 2022.
- Anfibia
- Bluey
- Dharma & Greg
- Die Beni Challenge
- DuckTales (serie animata 2017)
- Gag Attack
- Ghostforce
- Gravity Falls
- Gus - Mini-maxi cavaliere
- I Greens in città
- La legge di Milo Murphy
- Mamma e figlia
- Miraculous - Le storie di Ladybug e Chat Noir
- Mermaid Melody Pichi Pichi Pitch
- My Little Pony - Pony Life
- Phineas e Ferb
- Piovono polpette
- PJ Masks - Superpigiamini
- Puppy Dog Pals
- Spider-Man (serie animata 2017)
- Spidey e i suoi fantastici amici
- The Ghost and Molly McGee
- The Owl House - Aspirante strega
- Topolino
- Topolino - La casa del divertimento
- Topolino - Strepitose avventure
- T.O.T.S. - Trasporto Organizzato Teneri Supercuccioli
- Toy Story Toons

### Non in onda
- 101 Dalmatian Street
- Ace Lightning
- Aladdin
- Alex & Co.
- American Dragon: Jake Long
- A.N.T. Farm - Accademia Nuovi Talenti
- Art Attack
- Arthur e i Minimei
- As the Bell Rings
- Atomic Betty
- Austin & Ally
- Avventure ad High River
- Baby Boss: Di nuovo in affari
- Bear nella grande casa blu
- Best Friends Whenever
- Big Hero 6 - La serie
- Bizaardvark
- Boyster: Super mollusco
- Brandy & Mr. Whiskers
- Buffy l'ammazzavampiri
- Buzz Lightyear da Comando Stellare
- Capitan Flamingo
- Callie sceriffa del West
- Cars Toons
- Cip & Ciop agenti speciali
- Committed
- Connie la mucca
- Cory alla Casa Bianca
- Crash & Bernstein
- Crash Zone
- Cuccioli della giungla
- Darkwing Duck
- Dave il Barbaro
- Descendants
- Dottoressa Peluche
- Doug
- Dragon
- Dreamkix
- DuckTales - Avventure di paperi
- Due fantagenitori
- Ecco Pippo!
- Elena di Avalor
- Eliot Kid
- Evermoor
- Fillmore!
- Fish Hooks - Vita da pesci
- Flash con i Ronks
- Frozen: La magia delle luci del nord
- Fuori di specie
- Guardiani della Galassia
- Hannah Montana
- Harry e i dinosauri nel magico secchiello blu
- Henry Mostriciattoli
- Hercules
- House of Mouse - Il Topoclub
- I 7N
- I dinosauri
- I Famosi 5 - Casi misteriosi
- I Gummi
- I magici piedini di Franny
- In a Heartbeat - I ragazzi del pronto soccorso
- Il treno dei dinosauri
- K.C. Agente Segreto
- Kikoumba
- La casa di Topolino
- La sirenetta - Le nuove avventure marine di Ariel
- Liv & Maddie
- Maledetti scarafaggi (stagioni 5-7)
- Marco e Star contro le forze del male
- Marvel Avengers
- Mako Mermaids
- Mico e i FuFunghi
- Miles dal futuro
- My Little Pony - Equestria Girls
- My Little Pony - L'amicizia è magica (stagioni 4-9)
- Nouky e i suoi amici (episodi 1-30)
- Once - Undici campioni
- Paf il cane
- Polizia Dipartimento Favole
- Perduti a Oz
- Riccioli d'Oro e Orsetto
- Ricreazione (stagioni 3,4)
- Sabrina, the Animated Series
- Sabrina vita da strega
- Sadie e Gilbert
- Sally Bollywood
- Sandra detective delle fiabe
- So Weird - Storie incredibili
- Sparisci unicorno!
- Squitto lo scoiattolo (stagione 1)
- Staines Down Drains
- Summer Camp
- Super 4
- Taffy
- The Basil Brush Show
- The Conners
- The Fosters
- The Hive - La casa delle api
- The Lion Guard
- The Powerpuff Girls
- The Zhu Zhu Pets
- Timon e Pumbaa
- Totally Spies! - Che magnifiche spie! (stagione 5)
- Un pizzico di magia
- We Bare Bears - Siamo solo orsi
- White Collar (stagione 3 in chiaro)
- Zombie Hotel